# Leopold Lummerstorfer
Leopold Lummerstorfer (* 1968 in Gramastetten, Österreich) ist ein österreichischer Drehbuchautor, Filmregisseur und Filmproduzent.

## Leben und Wirken
Lummerstorfer drehte mit 19 Jahren seinen ersten Langfilm Rosa Heimat. Er studierte Ethnologie und Philosophie an der Universität Wien, arbeitete in verschiedensten Berufen wie Straßenarbeiter, Journalist, Gutsverwalter, Fernwärmeinspektor und Jugendbetreuer. Parallel dazu drehte er eine Reihe von Kurzspielfilmen sowie Dokumentarfilmen, darunter Der Traum der bleibt, ein Film über den Wiener Gemeindebau Trabrenngründe, „der sich ohne große Mühe von der Sozialstudie zur sanften Realsatire bewegt.Ein Überraschungserfolg für das heimische Kino, in Kunstwert und in Publikumszahlen und ein so politisch wacher wie amüsanter Film“.
Seine Filme beleuchten meist einen gesellschaftlichen Brennpunkt, den er, dokumentarisch oder fiktional, mittels analytischer Erzählstruktur auf die Leinwand bringt. Sein Spielfilm Gelbe Kirschen (mit Martin Puntigam, Josef Hader, Maria Hofstätter und anderen) avancierte zum bis dahin erfolgreichsten Nachwuchsfilm im Österreichischen Kino. Seine Arbeiten erhielten zahlreiche Festivaleinladungen (beispielsweise San Francisco, São Paulo, Saarbrücken, Istanbul, Paris (Cinéma du réel)) und Auszeichnungen.
Leopold Lummerstorfer lebt in Wien, wo er zahlreiche Ausgaben des ORF-Features Sendung ohne Namen gestaltete. Das Drehbuch zu seinem gerade in Produktion befindlichen (Stand November 2009) Film Solange der Vorrat reicht schrieb er gemeinsam mit Martin Puntigam, Darsteller sind unter anderem Maria Hofstätter und Harry Rowohlt.

## Filmografie (Regie)
- 1987: Gehen (Kurzfilm)
- 1990: Rosa Heimat – eine Landillusion
- 1992: Ein Brief für dich (Kurzfilm)
- 1992: Der Landvermesser (Kurzfilm)
- 1993: Tage mit Josef – Lebensbild eines Knechtes (Dokumentarfilm)
- 1994: Und sie tanzen einen (Kurzfilm)
- 1994: Morgen Kinder
- 1994: Halb Wien
- 1995: Das heilige Mahl
- 1997: Der Traum der bleibt (Dokumentarfilm)
- 2000: Gelbe Kirschen
- 2003–2007: Sendung ohne Namen (TV-Sendung)
- 2005: Taubstummengasse (Kurzfilm)
- 2011–2021: Science Busters (TV-Serie, ORF/3Sat, 106 Folgen, 20/30/45/60 min, Regie/Co-Buch)

## Auszeichnungen
- 1995: Drehbuchpreis des Landes Oberösterreich
- 1996: Wiener Filmpreis (Special Mention)
- 1997: Talentförderungsprämie für Film des Landes Oberösterreich
- 2003: Filmstipendium, Bundeskanzleramt Österreich
- Förderungspreis Filmkunst, Bundeskanzleramt Österreich
- 2018, 2022: Österreichischer Kabarettpreis – Publikum für "Science Busters" (TV-Show)[5]